# عسل‌خواری

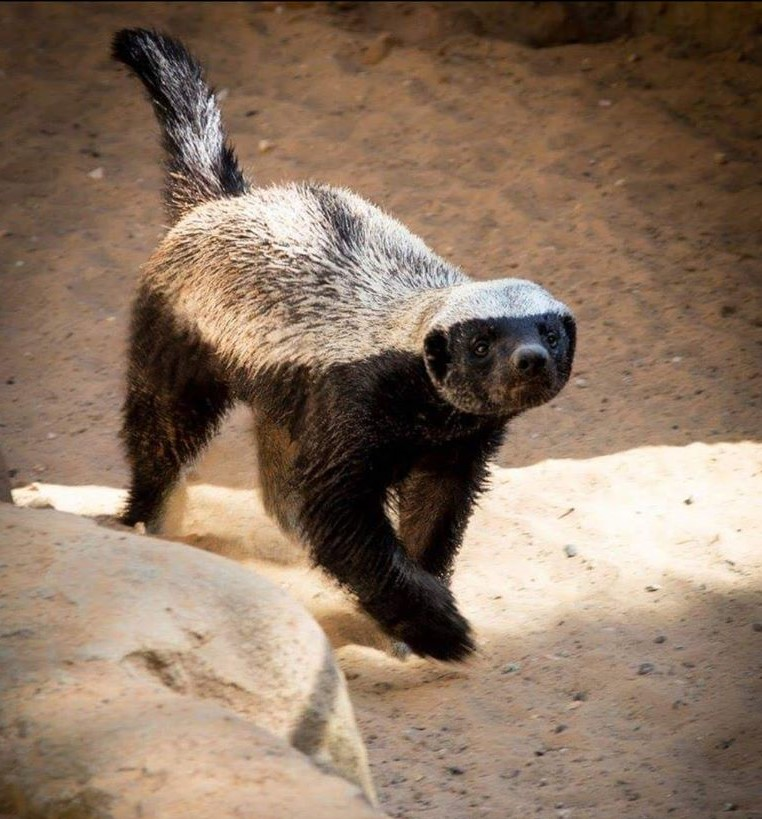
گورکن‌های عسل‌خوار (سردهٔ Mellivora) به دلیل رژیم غذایی عسل این‌گونه نام‌گذاری شده‌اند.

عسل‌خواری (به انگلیسی: Mellivory) اصطلاحی برای خوردن عسل است. عسل یک ماده شیرین و چسبناک است که توسط برخی از حشرات اجتماعی، به‌ویژه زنبورها، برای مصرف اعضای کندوها، به‌ویژه بچه‌هایشان ایجاد می‌شود. عسل همچنین توسط بسیاری از جانوران دیگر از جمله انسان مصرف می‌شود که زنبورداری را توسعه داده‌اند تا منابع عسل اعتمادپذیر و فراوانی را تولید کنند. با وجود خواص ضدمیکروبی محدود عسل (ناشی از فشار اسمزی بسیار بالای قندهای غلیظ آن)، این عسل منبع غذایی برای انواع میکروارگانیسم‌ها باقی می‌ماند.
واژهٔ mellivory از کلمه لاتین mel به معنی «عسل» و - vorous به معنی «خوردن» گرفته شده است.

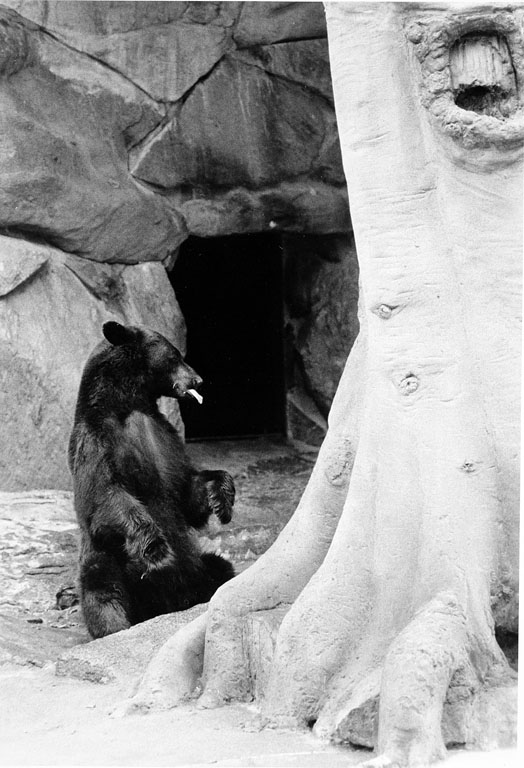
خرس دودی در حال خوردن عسل و انواع توت‌ها در محوطه خود در باغ وحش ملی در سال ۱۹۸۴

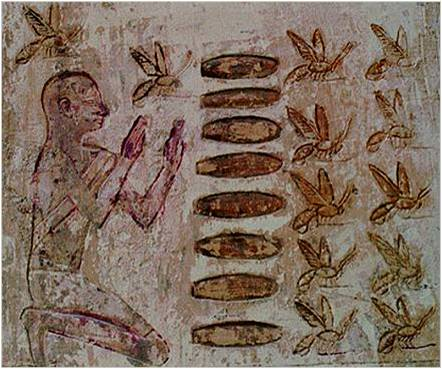
تصویر برداشت عسل مصری در معبد خورشید نیوسره، c. قرن ۲۵ پیش از میلاد